# Helina nigroabdominalis
Helina nigroabdominalis este o specie de muște din genul Helina, familia Muscidae, descrisă de Malloch în anul 1926. Conform Catalogue of Life specia Helina nigroabdominalis nu are subspecii cunoscute.